# MICROMV

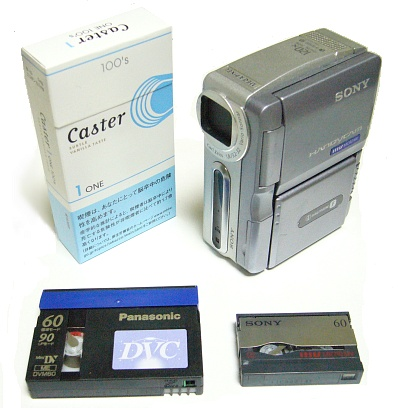
MICRO MVハンディカム DCR-IP1 左下）MiniDVカセット　右下）MICROMVカセット

MICROMV（マイクロエムブイ）は ソニーが2001年（平成13年）に商品化した民生用SD画質ビデオ規格である。
MiniDVカセット容積比約30%の超小型カセットを用い、MPEG-2デジタル記録で1時間の録画が可能。日本国内向けに商品化されたのはハンディカム（カムコーダ）4機種のみで、磁気テープ式ビデオカメラでは世界最小・最軽量（ブリック飲料サイズの容積198cc、質量230g）となったDCR-IP1K（2003年（平成15年））などがある（他に海外市場向けが数機種ある）。他社の参入がなく、ソニー独自規格になり2005年（平成17年）にはすべての機器が生産終了。テープの製造・販売は継続されていたが、2015年（平成27年）11月10日にテープの製造を2016年（平成28年）3月をもって、ベータマックスとともに終了する事が発表された。

## 規格概要

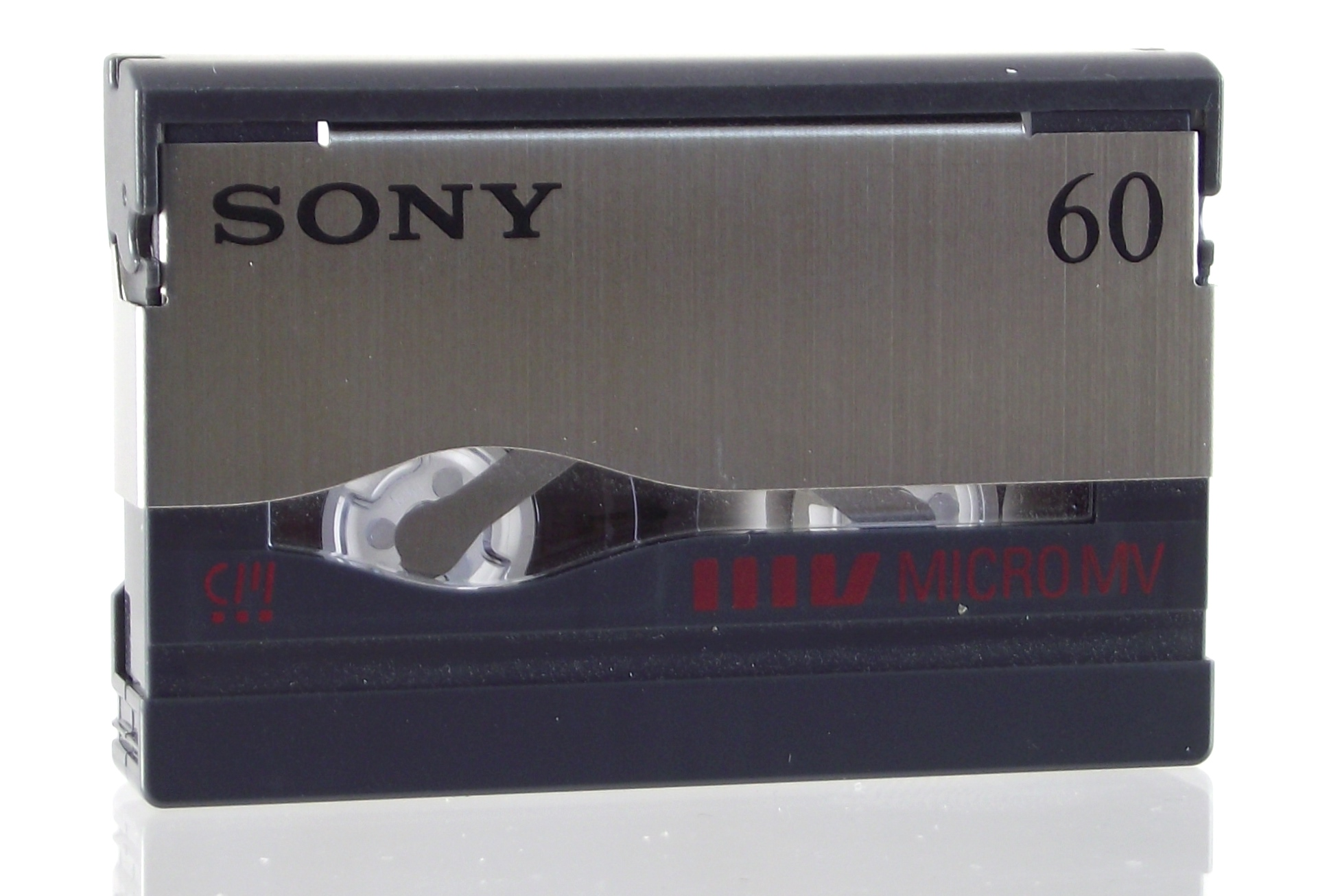

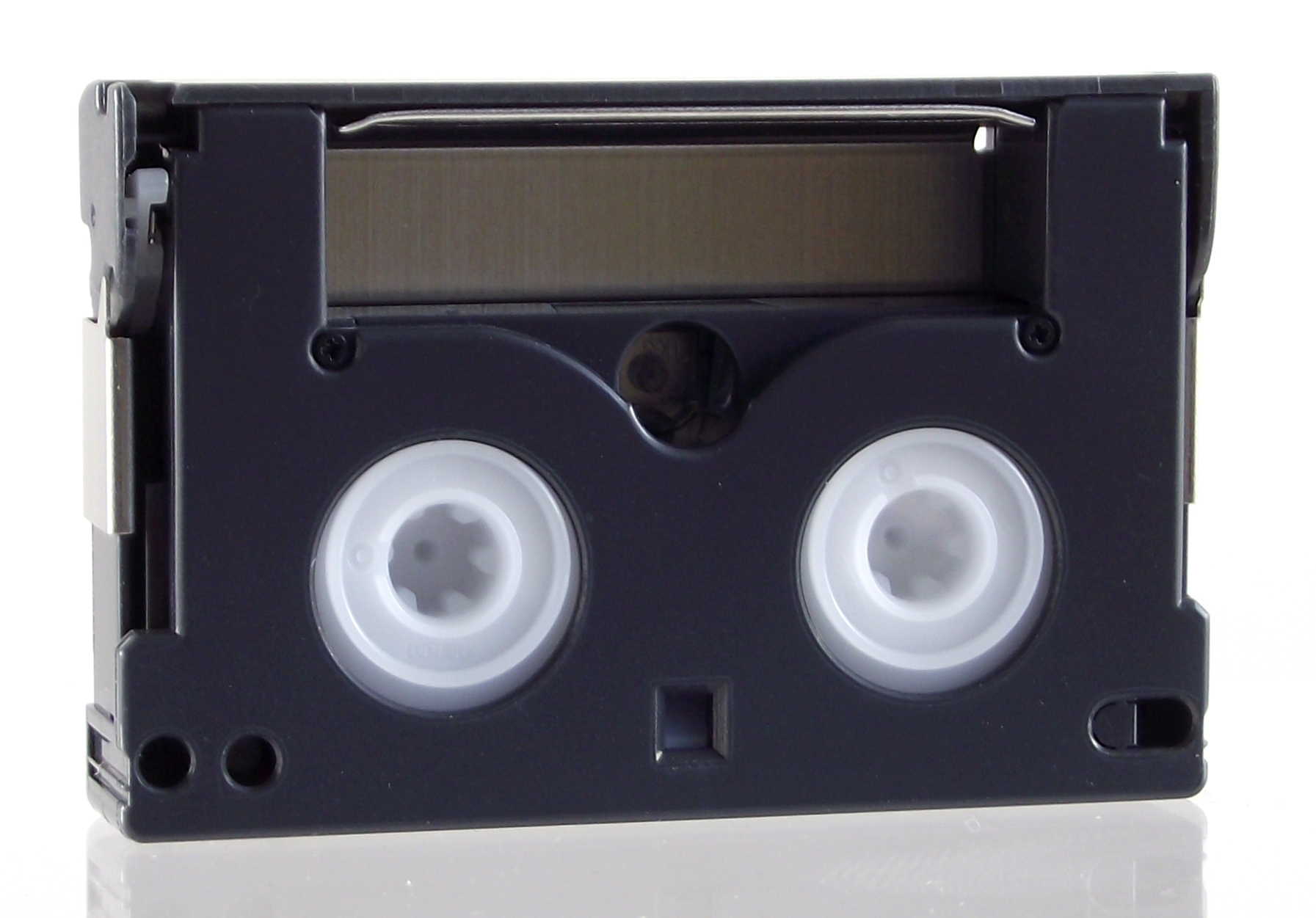

- 記録方式：MR 2ヘッド・ヘリカルスキャン方式 (MRヘッドはハードディスクドライブ用と同タイプ)
- 再生方式：ノントラッキング(NT)方式 (デジタルマイクロカセットや一部のDAT機器で採用された方式)
- 映像圧縮形式：MPEG-2 TS 12Mbps
- 音声圧縮形式：MPEG-1 Audio Layer2 256kbps 48kHz
- 解像度：720×480（NTSC時）
- ドラムサイズ：21.7mm
- ドラム回転数：6000rpm
- カセットテープサイズ：46×30.2×8.5mm　（Mini DV 容積比約30%）
- テープ幅：3.8mm　（コンパクトカセットと同等）
- テープ厚/磁性層厚：5.3μm/0.05μm
- テープ材質：蒸着（ME）
- テープスピード：5.657mm/s　（DVは18.831mm/s）
- 記録トラック幅：5μm
- アジマス角：±25°[2]
- 記録波長：0.29μm
- サーチデータ：あり
- ICメモリー：マイクロカセットメモリー（64kbit、標準装備）
- 録画時間：1時間

## 機種
ネットワークハンディカムシリーズ（IP1Kは除く）として本体にCompact HTMLインターネットブラウザとBluetoothを搭載し、Bluetoothのモデム機能を使用してメモリースティックに保存した画像やMPEG1動画（3MBまで）を添付したメールの送受信やブラウジングが可能。操作はタッチパネルとカーソルキーで行い、文字はPOBoxのトグル打ちで入力する。ハンディカムのオプションとしてCFモデムアダプタBTA-NW1も発売。
- DCR-IP7

2001年（平成13年）10月発売。容積280cc、質量310g。
- DCR-IP55

2002年（平成14年）4月発売。スライド式シューティンググリップ。
- DCR-IP220K

2002年（平成14年）9月発売。
- DCR-IP1K

2003年（平成15年）10月発売。容積198cc、質量230g（民生用カムコーダとして最小、最軽量）。Bluetoothは非搭載。
- MGR60

60分記録MICROMVテープ
- MGRCLD

ヘッドクリーニングテープ